# De Zeeland
De Zeeland was een suikerfabriek in Bergen op Zoom die tussen 1917 en 1929 in bedrijf is geweest. De fabriek werd geëxploiteerd door de vereniging Coöperatieve Beetwortelsuikerfabriek Zeeland. Enkele overgebleven imposante fabrieksgebouwen zijn thans voorbeelden van industrieel erfgoed in de gemeente Bergen op Zoom. Hedendaags is De Zeeland een overdekt winkelcentrum en onderdeel van een groter winkelgebied.

## De fabriek
De fabriek is al ouder. Ze werd opgericht in 1863 door Felix Wittouck, een Belgisch suikerfabrikant. Wittouck richtte ook in Princenhage een suikerfabriek op. De fabrieken werkten samen in: SA Sucreries de Breda et Berg-op-Zoom. Vanaf 1905 werd de Nederlandstalige naam: NV Suikerfabrieken Breda en Bergen op Zoom gevoerd en in 1908 werd ze opgenomen in de NV Algemeene Suikermaatschappij (ASmij). In 1916 werd de fabriek gekocht door de vereniging Coöperatieve Beetwortelsuikerfabriek Zeeland.

## De coöperatie
De vereniging Coöperatieve Beetwortelsuikerfabriek Zeeland, een coöperatieve vereniging of coöperatie, werd in 1913 in Middelburg opgericht door voornamelijk Zeeuwse belanghebbenden met als doel de exploitatie van een suikerfabriek waar de leden hun suikerbieten konden afzetten. Nadat Goes en Middelburg als potentiële vestigingsplaats waren afgevallen, kocht de coöperatie in 1916 de suikerfabriek Wittouck aan de Zuidzijde Haven in Bergen op Zoom. De statutaire zetel van de coöperatieve vereniging werd toen ook verplaatst van Middelburg naar Bergen op Zoom. Naast boeren uit Zeeland, voornamelijk Zuid-Beveland, werden ook veel boeren uit westelijk Noord-Brabant lid van de coöperatie.

## Eerste jaren
Nadat de suikerfabriek fors was verbouwd, begon 'De Zeeland' op 9 oktober 1917 met de bietencampagne. Vanaf 1918 groeide de winst sterk. De Eerste Wereldoorlog zorgde voor een stijging in suikerprijzen. De coöperatie besloot daarom zijn productie te vergroten en te investeren in nieuwbouw.

## Uitbreiding
In 1920 werd een stuk land van 34 hectare aangekocht in de Geertruidapolder, ten westen van Bergen op Zoom aan de Oosterschelde, aan de huidige Markiezaatsweg. Op deze locatie werd in 1920-1921 een nieuw voorgedeelte van de fabriek gebouwd met gorren, was- en diffusielokalen, een pulpdrogerij en magazijnruimten. Via een pijpleiding was het nieuwe complex verbonden met het oude fabriekscomplex aan de Wittoucksingel. Met de aanvang van de campagne op 3 oktober 1921 werd het nieuwe complex in bedrijf genomen.
Tegelijk werd in 1920-1921 een nieuwe haven gegraven voor een betere af- en aanvoer van grondstoffen. Deze haven, de Zeelandhaven, bleef tot 1971 geopend, daarna is deze gedempt.

## Einde
De vernieuwde en sterk uitgebreide suikerfabriek was maar een kort leven beschoren. Vanaf 1923 ging het slecht met de suikerindustrie. Arbeiders eisten steeds hogere lonen en er was overproductie en protectionisme. Ook werd er uit onder andere Java goedkopere rietsuiker geïmporteerd. Al deze factoren zorgden ervoor dat de fabriek in 1929, na een mislukte fusie met de suikerfabrieken in Dinteloord en Roosendaal, werd gesloten. Het nieuwe fabriekscomplex en de havenfaciliteiten waren nog geen negen jaar in functie geweest. In 1930 verkocht de coöperatie de fabrieksgebouwen en alle toebehoren aan de NV Centrale Suiker Maatschappij te Amsterdam, de Vennootschap tot Exploitatie van Suikerfabrieken te Dinteloord en de Coöperatieve Vereniging Beetwortelsuikerfabriek 'Puttershoek'. Dit syndicaat heette: Syndicaat tot liquidering van de bezittingen der Suikerfabriek Zeeland. De coöperatie werd daarna in 1930 geliquideerd en ontbonden.

## Gebouwen
In de voormalige laboratoria en personeelsverblijven van de fabriek werd in 1930 het Instituut voor Suikerbietenteelt, het latere Instituut voor Rationele Suikerproductie (IRS), gevestigd. In 1952 verhuisde dit instituut naar het voormalige suikermagazijn. Een fabriekshal, de raffinaderij, het ketelhuis en de schoorsteen aan de Zuidzijde Haven werden gesloopt, de resterende fabriekshallen aldaar zijn later hergebruikt.
De drie grote fabriekshallen aan de Markiezaatsweg kwamen uiteindelijk in handen van het Ministerie van Defensie die ze gebruikte voor verschillende functies zoals de opslag van munitie. Dit was dan ook de redding voor de fabrieksgebouwen, anders waren ze hoogstwaarschijnlijk gesloopt in de renovaties van de jaren zeventig. In de jaren negentig trok Defensie zich terug en kwamen de gebouwen leeg te staan. Sindsdien zijn er diverse plannen gemaakt voor een goede herbestemming van dit industrieel erfgoed. In 2009 heeft de gemeente Bergen op Zoom deze inspanningen weer geïntensiveerd. Door plaatsing van de gebouwen op de gemeentelijke monumentenlijst hoopt de gemeente de nodige provinciale subsidies te verkrijgen om een nieuw initiatief tot hergebruik te ondersteunen.

## Heden
De Gemeente Bergen op Zoom is jaren bezig geweest voor een herbestemming van De Zeeland. In 2012 is de start gemaakt met de renovatie van de fabriekshallen en de realisatie van een overdekt winkelcentrum in de fabriekshallen. In mei 2014 is de volledige renovatie voltooid en zijn er winkelruimtes in de voormalige suikerfabriek gerealiseerd, het is de laatste toevoeging van winkeloppervlakte aan de stad. 
Het winkelcentrum heeft in totaal drie verdiepingen met ruimte voor een tiental winkels. 
Naast het winkelcentrum in de voormalige fabriekshallen heeft de Gemeente Bergen op Zoom plannen gemaakt voor een uitbreiding van winkeloppervlakte aan de achterzijde van de Zeeland om daar aansluiting te vinden op de bestaande Woonboulevard en is er tevens een nieuw bioscoopcomplex gerealiseerd ten zuiden van het complex.
Sinds de opening in 2014 is er een handvol winkels gevestigd waaronder een Albert Heijn, Action en een Etos. In 2015 is er op de bovenste verdieping een Bowlingcentrum met eetgelegenheid geopend. Op dezelfde verdieping is in 2016 een all-inclusive restaurant geopend waar naast een diner ook ontbijt en lunch geserveerd wordt.
In 2016 heeft het College van Bergen op Zoom ingestemd met het wijzigen van het bestemmingsplan om onderzoek te doen naar de komst van een versmarkt in de voormalige suikerfabriek. Deze versmarkt is in het voorjaar van 2017 geopend en is een verzameling van particuliere speciaalzaken waaronder een visboer, bloemist, slijterij, bakker en slager.
Ten oosten van de voormalige suikerfabriek is eind 2016 nieuw winkeloppervlakte gerealiseerd dat direct aansluiting heeft op het bestaande parkeerterrein en de Woonboulevard. Dit complex herbergt onder andere bouwmarkt Praxis, Big Bazar en Keuken Kampioen.